# Casa Casanoves (Piera)
La Casa Casanoves és una obra modernista de Piera (Anoia) inclosa a l'Inventari del Patrimoni Arquitectònic de Catalunya.

## Descripció
Casa entremitgeres, formada per semisoterrani, entresòl, pis i golfes. És interessant pel treball ornamental d'estil modernista a la façana. Les obertures de l'entresòl i el primer pis són decorades amb tema floral de parament llis que combina amb l'encoixinat dels murs. I, al porxo, una finestra que segueix l'eix de l'acabament de façana molt treballat a mode de greca. Sòcol de pedra a la planta baixa. Són notables també les baranes de ferro i la porta de fusta de l'entrada.